# Aneesa Ahmed
Aneesa Ahmed és una política i activista pels drets de les dones de les Maldives, guardonada amb el premi Internacional Dona Coratge l'any 2012.
Ahmed va estudiar com a fellow, amb una beca del programa d'intercanvi per a professionals de països en vies de desenvolupament i de països en transició democràtica Hubert H. Humphrey Fellowship, a la Universitat Estatal de Pennsilvània i posteriorment va esdevenir viceministra d'Afers de la Dona a les Maldives, on va plantejar el tema de la violència domèstica tot i que era tabú abordar aquesta temàtica al país. Tan bon punt va finalitzar el seu mandat al govern, va fundar l'ONG Esperança per a la Dona des d'on va dirigir i exercir sessions sobre la violència de gènere adreçades a policies, estudiants i d'altres col·lectius. Quan la ràdio nacional de les Maldives va començar a emetre discursos de religiosos que advocaven per la mutilació genital femenina afirmant que era recolzada per l'islam, va demanar al govern que intervingués i va iniciar cicles de conferencies sobre els danys causats per aquest tipus de mutilació.